# 图像缩放
在计算机图形学和数字图像中，影像縮放是指調整数字图像的大小。在視訊技術中，數位材料的放大被稱為放大或解析度增強。
除了为了适应显示区域而缩小图片外，图像缩小技术更多的是被用来产生预览图片。一般来说，放大图像的目的是使较小的图像填满较大的屏幕。在放大图像时，不可能得到更多的细节，所以图像的品質一定会变差。不过也有很多技术可以保证在放大图像，即增加像素的时候，图像的品質保持不變。
而縮放矢量图形時，可以使用幾何變換來縮放構成影像的元素，不會損失影像品質。

## 缩放方法
图片的缩放可以用很多种方法，现在考虑把下面的图片放大1倍：
最简单的方法是用最邻近插值（Nearest-neighbor interpolation），将四个像素用原图一个像素的颜色填充。
放大后的图像是原图的2倍大小，并且也保留了原图的所有细节。只是结果并不让人满意，有阶梯状锯齿（注意字母W）。
其他的缩放方法能更好的保留原图平滑的线条。举个例子，用双线性插值，可以得到下面的结果：
线性（或双线性）插值在改变图片尺寸上一般比近邻插值效果好。不过也会导致一些不期望的细节柔化并且还是会导致锯齿。更好的方法包括双三次插值：
对于低像素，颜色数少的图像放大，用hqx或者点阵图缩放算法（Pixel art scaling algorithms）可以得到更好的结果。生成的图片可以得到较好的边缘锯齿细节。下图使用hq2x：
对于缩放照片（以及含有大量颜色的位图），使用抗锯齿算法超级采样（Supersampling）可以得到较好的结果。